# Пјеве ди Солиго
Пјеве ди Солиго (итал. Pieve di Soligo) је насеље у Италији у округу Тревизо, региону Венето.
Према процени из 2011. у насељу је живело 9516 становника. Насеље се налази на надморској висини од 136 м.

## Становништво
Према резултатима пописа становништва 2011. у општини је живело 12.057 становника.
| 1931. | 1936. | 1951. | 1961. | 1971. | 1981. | 1991. | 2001.  | 2011.  |
| ----- | ----- | ----- | ----- | ----- | ----- | ----- | ------ | ------ |
| 5.856 | 5.714 | 5.978 | 6.366 | 8.173 | 9.140 | 9.393 | 10.673 | 12.057 |